# Proteus (Mond)
Proteus (Aussprache, standarddeutsch: [ˈpʁoːtɔɪ̯s]; systematische Bezeichnung: Neptun VIII) ist der siebtinnerste und zweitgrößte Mond des Planeten Neptun. Er gilt als der größte nicht-kugelförmige natürliche Satellit eines Planeten im Sonnensystem.

## Entdeckung und Benennung

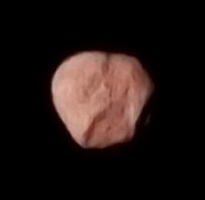
Proteus aufgenommen von der Voyager 2 am 24. August 1989

Proteus wurde um den 16. Juni 1989 von Stephen P. Synnott und Bradford A. Smith auf Bildern der Raumsonde Voyager 2, die Proteus im August 1989 passierte, entdeckt. Die Neuentdeckung wurde am 7. Juli 1989 von der Internationalen Astronomischen Union (IAU) bekanntgegeben; der Mond bekam die vorläufige Bezeichnung S/1989 N 1.
Obwohl Proteus der zweitgrößte Neptunmond und damit größer als die Nereid ist, wurde er nicht von der Erde aus entdeckt. Da er sich sehr nahe um den Neptun bewegt, wird er von dessen reflektiertem Sonnenlicht überstrahlt. Deswegen wurde er erst 40 Jahre nach Nereid und 143 Jahre nach Triton entdeckt.
Am 16. September wurde der Mond von der IAU nach Proteus (der „Alte vom Meer“) benannt, einem Meeresgott aus der griechischen Sagenwelt.

## Bahneigenschaften

### Umlaufbahn
Proteus umkreist Neptun auf einer prograden, fast perfekt kreisförmigen Umlaufbahn in einem mittleren Abstand von 117.647 km (ca. 4,8 Neptunradien) von dessen Zentrum, das heißt, 92.900 km oberhalb dessen Wolkenobergrenze. Die Bahnexzentrizität beträgt 0,0004, die Bahn ist 0,04° geneigt.
Die Umlaufbahn des nächstinneren Mondes Hippocamp ist 12.364 km von Proteus’ Orbit entfernt, die des nächstäußeren Mondes Triton ist mit 237.100 km in über fünffacher Entfernung.
Proteus umläuft Neptun in 26 Stunden und 56 Minuten.

## Physikalische Eigenschaften
Proteus ist ein unregelmäßig geformter Körper. Viele Wissenschaftler glauben, dass Proteus die maximale Ausdehnung eines nicht-runden Körpers im Verhältnis zu seiner Dichte hat. Er ist gerade so groß, dass ihn seine eigene Schwerkraft noch nicht in eine Kugelform zwingt. Der etwas kleinere Saturnmond Mimas hat eine rundere Form, obwohl dieser etwas weniger Masse als Proteus hat, was vielleicht an der etwas kleineren Dichte und der höheren Temperatur von Mimas liegen kann. Der etwas größere Saturnmond Enceladus besitzt mehr Masse und eine höhere Dichte und ist, wie auch der ebenfalls vergleichbar große Uranusmond Miranda, kugelförmiger als Proteus.
Proteus besitzt eine dunkle Oberfläche mit einer Albedo von 0,10, das heißt, nur zehn Prozent des einfallenden Sonnenlichts werden reflektiert. Er ist damit einer der dunkelsten großen bis mittelgroßen Monde im Sonnensystem. Die Gesamtoberfläche beträgt 550.000 km2, was in etwa der Fläche Metropolitan-Frankreich entspricht.
Seine Oberfläche ist stark verkratert und hat neben einigen größeren Kratern auch linienförmige, grabenartige Strukturen aufzuweisen. Der größte Krater, der etwa den halben Monddurchmesser überspannt, erhielt den Namen Pharos. Offenbar wurde der Mond durch keine geologischen Prozesse nach seiner Entstehung geformt.

## Erforschung
Obwohl bei dem Voyager-2-Vorbeiflug aufgrund der Priorität einer nahen Triton-Passage keine Naherkundung möglich war, konnte Proteus in 97.860 km Entfernung passiert und Bilder in einer Auflösung von bis zu 1,35 km/Pixel gemacht werden. Proteus war groß genug und wurde früh genug entdeckt, dass man ihn als einzigen der sechs von der Sonde neuentdeckten Neptunmonde noch in das Beobachtungsprogramm einbauen konnte. Um eine Verschmierung der Bilder durch die Bewegung der Sonde zu vermeiden, wurden sie aufgrund der Reduktion der Datenmenge in nur sechs Graustufen angefertigt.
Seit dem Vorbeiflug wurde das Neptunsystem von erdbasierten Beobachtungen wie auch dem Hubble-Weltraumteleskop intensiv studiert. 2002–2003 beobachtete das Keck-Observatorium das System mittels adaptiver Optik, wobei Proteus wieder beobachtet werden konnte.